# پاتاکاتا
پاتاکاتا (به لاتین: Patakata) یک روستا در بنگلادش است که در استان باریسال و در ناحیه پیروج‌پور واقع شده‌است.